# SN 2007dh
SN 2007dh – supernowa typu Ia odkryta 18 kwietnia 2007 roku w galaktyce A115236+1220. W momencie odkrycia miała maksymalną jasność 18,80m.